# Colombia op de Olympische Zomerspelen 1932
Colombia debuteerde op de Olympische Spelen tijdens de Olympische Zomerspelen 1932 in Los Angeles, Verenigde Staten. De eerste medaille zou pas in 1972 worden behaald.

## Deelnemers en resultaten

### Atletiek

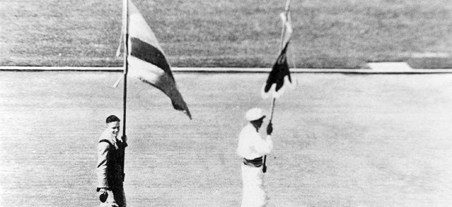
Delegatie van Colombia tijdens de opening van de Olympische Zomerspelen 1932

| Olympiër    | Discipline   | Resultaat | Prestatie      |
| ----------- | ------------ | --------- | -------------- |
| Jorge Perry | marathon (m) | DNF       | niet gefinisht |

Argentinië · Australië · België · Brazilië · Brits-Indië · Canada · Colombia · Denemarken · Duitsland · Estland · Filipijnen · Finland · Frankrijk · Griekenland · Groot-Brittannië · Haïti · Hongarije · Ierland · Italië · Japan · Joegoslavië · Letland · Mexico · Nederland · Nieuw-Zeeland · Noorwegen · Oostenrijk · Polen · Portugal · Republiek China · Spanje · Tsjecho-Slowakije · Uruguay · Verenigde Staten · Zuid-Afrika · Zweden · Zwitserland